# Pleugueneuc
Pleugueneuc é uma comuna francesa na região administrativa da Bretanha, no departamento Ille-et-Vilaine. Estende-se por uma área de 24,61 km². Em 2010 a comuna tinha 1 941 habitantes (densidade: 78,9 hab./km²).